# Ланнусте
Ла́ннусте (ест. Lannuste küla) — село в Естонії, у волості Рідала повіту Ляенемаа.

## Населення
Чисельність населення на 31 грудня 2011 року становила 13 осіб.

## Географія
Через село проходить автошлях 31 (Хаапсалу — Лайкюла).

## Історія
Під час адміністративної реформи 1977 року село Ланнусте було ліквідовано, а його територія стала частиною утвореного села Рідала. З січня 1998 року село Ланнусте відновлено як окремий населений пункт.